# Јими Окесон
Пер Јими Окесон (швед. Per Jimmie Åkesson; Иветофта, 17. мај 1979) је шведски политичар и актуелни лидер Шведских демократа од 7. маја 2005. године. Посланик је у Риксдагу (парламенту) од 4. октобра 2010. године. Окесон је главни представник крајње деснице у Шведској.

## Биографија
Рођен је 17. маја 1979. године у селу Иветофта, у округу Сконе, а одрастао је у општини Селвесборг, у округу Блећинге. Акесон је студирао политичке науке, право, економију, људску географију и филозофију на Универзитету у Лунду и тада се заинтересовао за политику.
Пре него што се посвети политици радио је као веб дизајнер у компанији BMJ Aktiv коју је основао са Бјерном Седером, каснијим секретаром Шведских демократа.

### Политичка каријера
Акесон је био члан Умерене омладинске лиге, омладинског крила Умерене партије, али је напустио Умерене и придружио се Шведском демократском омладинском савезу (омладинско крило Шведских демократа) 1995. године, иако неки извори наводе 1994. године.
Као осамнаестогодишњак, 1998. године, изабран је за одборника у општинском парламенту општине Селвесборг. Исте године постао је и заменик председника новоосноване Шведске демократске омладине, а касније, од 2000. до 2005. године, био је председник организације.
Године 2005. победио је лидера странке Микаела Јансона на партијским изборима и постао лидер странке Шведских демократа (СД). Изабран је за посланика у Риксдагу на изборима 2010. године. Поново је изабран 2014, 2018. и 2022. године.